# Dickens Rocks
Les Dickens Rocks sont le nom de deux rochers situés à l'extrémité nord des Pitt Islands dans les îles Biscoe.

## Histoire
Photographiés par la Hunting Aerosurveys Ltd (en) en 1956 et cartographiés par le British Antarctic Survey, ils ont été nommés par l'UK Antarctic Place-Names Committee en 1959 en l'honneur de Charles Dickens. Plusieurs autres lieux des Pitt Islands portent le nom des personnages des Papiers posthumes du Pickwick Club.